# Shrewsbury, Pennsylvania
Shrewsbury är en ort i York County i delstaten Pennsylvania. Enligt 2010 års folkräkning hade Shrewsbury 3 823 invånare.